# Карлос Кастро Мора
Карлос Едуардо Кастро Мора (ісп. Carlos Eduardo Castro Mora, нар. 10 вересня 1978, Алахуела, Коста-Рика) — колишній костариканський футболіст, що грав на позиції захисника та флангового півзахисника.
Виступав, зокрема, за клуб «Алахуеленсе», а також національну збірну Коста-Рики.

## Клубна кар'єра
У дорослому футболі дебютував 1997 року виступами за команду клубу «Алахуеленсе», в якій провів шість сезонів, взявши участь у 90 матчах чемпіонату. 
Своєю грою за цю команду привернув увагу представників тренерського штабу клубу «Рубін», до складу якого приєднався 2003 року. Відіграв за казанську команду наступний сезон своєї ігрової кар'єри.
2004 року повернувся до клубу «Алахуеленсе». Цього разу провів у складі його команди три сезони. Більшість часу, проведеного у складі «Алахуеленсе», був основним гравцем команди.
Згодом з 2007 по 2012 рік грав у складі команд клубів «Гаугесун»,«Алахуеленсе», «Пунтаренас», «Брухас» та «Ередіано».
Завершив професійну ігрову кар'єру у клубі «Кармеліта», за команду якого виступав протягом 2012—2014 років.

## Виступи за збірні
2000 року дебютував в офіційних матчах у складі національної збірної Коста-Рики. Протягом кар'єри у національній команді, яка тривала 8 років, провів у формі головної команди країни 48 матчів, забивши один гол.
У складі збірної був учасником розіграшу Кубка Америки 2001 року у Колумбії, чемпіонату світу 2002 року в Японії і Південній Кореї, розіграшу Золотого кубка КОНКАКАФ 2002 року у США, де разом з командою здобув «срібло», розіграшу Золотого кубка КОНКАКАФ 2003 року у США та Мексиці.

## Титули і досягнення
- Переможець Центральноамериканських ігор: 1997
- Бронзовий призер Ігор Центральної Америки та Карибського басейну: 1998
- Срібний призер Золотого кубка КОНКАКАФ: 2002
- Переможець Кубка центральноамериканських націй: 2003